# Llum zodiacal

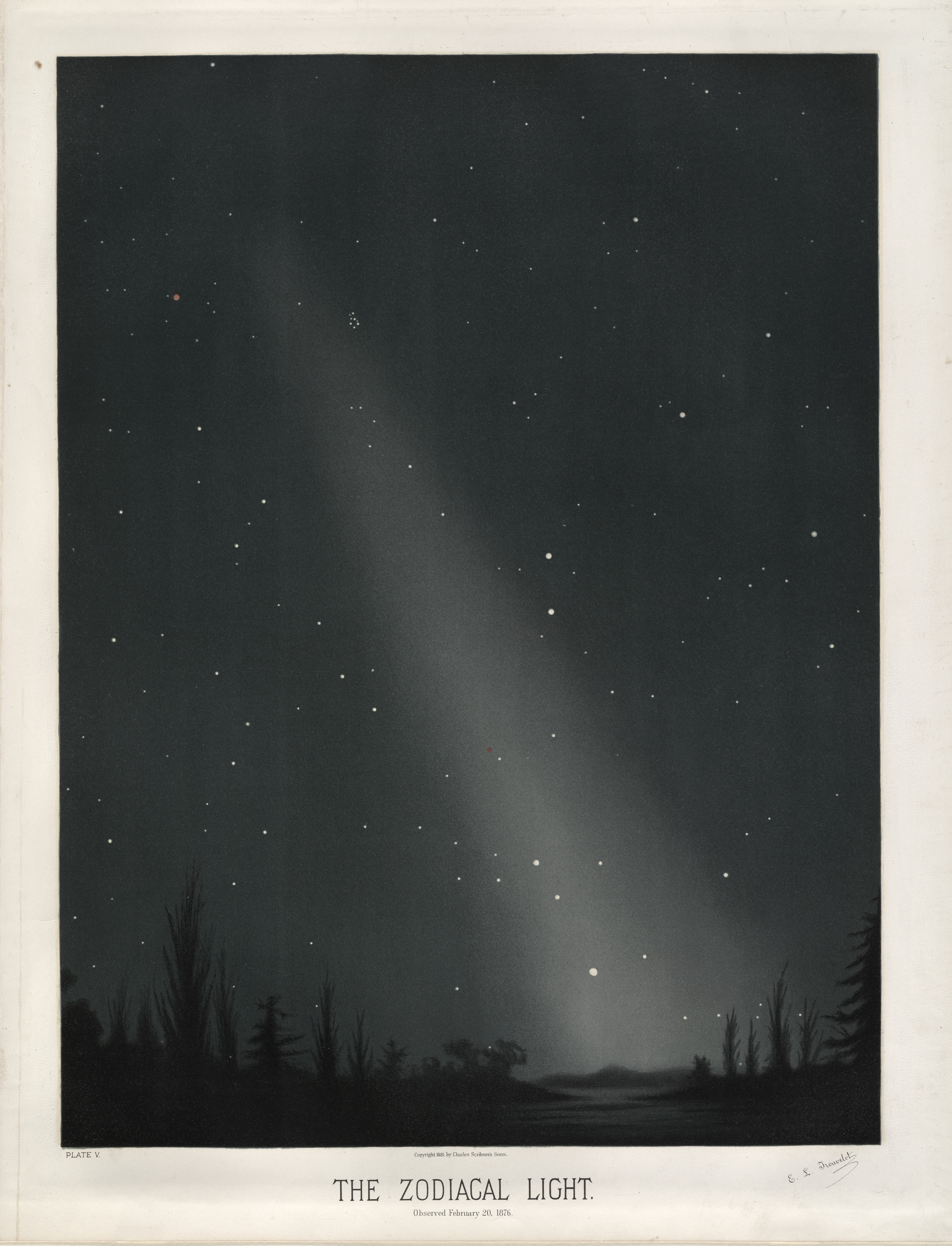
Llum zodiacal.

La llum zodiacal (o també pols zodiacal) és una llum dèbil, de forma gairebé triangular, que es pot veure al cel nocturn, estenent-se al llarg del pla de l'eclíptica on hi ha les constel·lacions del zodíac. Cobreix el cel completament, encara que només és apreciable sobre el pla de l'eclíptica i és responsable del 60% de la llum natural en una nit sense lluna. És causada per la dispersió de la llum solar en partícules de pols interestel·lar presents per tot el sistema solar. Aquestes partícules mesuren entre 0,1 i 100 micròmetres. Aquest fenomen va ser investigat per primer cop per l'astrònom Giovanni Domenico Cassini el 1683 i explicat per primer cop per Nicolas Fatio de Duillier a l'any següent.
La llum zodiacal és molt dèbil i completament invisible si el cel és il·luminat per altres objectes brillants com la lluna o la contaminació lumínica. A l'hemisferi nord, el moment més favorable per a l'observació de la llum zodiacal és a la primavera després del crepuscle i a la tardor abans del trenc d'alba. Decreix en intensitat lumínica amb la distància respecte al sol. A les nits molt fosques es pot observar una banda contínua al llarg de tota l'eclíptica. En oposició a la llum zodiacal, és possible observar una lluentor ovalada molt dèbil coneguda com a Gegenschein.